# Goughrörhöna
Goughrörhöna (Gallinula comeri) är en fågel i familjen rallar inom ordningen tran- och rallfåglar. Den förekommer endast i ögruppen Tristan da Cunha i södra Atlanten. IUCN kategoriserar den som sårbar.

## Utseende och läte
Goughrörhönan är en 25 cm lång rall som ytligt sätt är lik rörhönan, men är mindre, mycket kraftigare, mer kortvingad och därmed nästan helt flygoförmögen. Den verkar dock kunna klättra bra och delvis flyga över hinder. Fjäderdräkten skiljer sig också genom svart, ej grått, på hals och undersida, inget vitt på flankerna och kraftigt gröngulfläckade röda ben.

## Utbredning och systematik
Goughrörhönan förekommer ursprungligen på ön Gough Island i ögruppen Tristan da Cunha i södra Atlanten men introducerades även på 50-talet till huvudön. Vissa behandlar den som underart till tristanrörhönan (G. nesiotis) vars nominatform är utdöd. DNA-studier visar dock att om nesiotis ska betraktas som skild från rörhöna (G. chloropus) bör även comeri urskiljas som egen art.

## Levnadssätt
På Goughön hittas goughrörhönan nära kusten, i sumpiga områden och utmed rinnande vattendrag. På Tristanön ses den i ormbunkssnår och återstående stånd av Phylica arborea på bergssluttningen nära bebyggelsen. Födan består huvudsakligen av vegetabilier, men tar även ryggradslösa djur och fas. Den fångar även införda möss och äter av petrellkadaver. Fågeln har observerats födosöka efter ryggradslösa djur i albatrossbon, petrellhålor och bland sopor. Häckningstiden är från september till mars. Den lägger mellan två och fem ägg.

## Status och hot
Internationella naturvårdsunionen IUCN listar arten som sårbar med tanke på dess begränsade utbredningsområde på endast två små öar. Även om den samexisterar med råttor på Tristan da Cunha och med möss på både Tristan da Cunha och Gough är risken stor för etablering av råttor eller andra skulle påverka beståndet kraftigt. I dagsläget anses beståndet vara stabilt och uppskattas bestå av 8500 vuxna individer.

## Namn
Fågelns vetenskapliga artnamn hedrar George Comer (1858-1937), amerikansk valfångare och samlare av specimen i Sydatlanten.